# 刘迁
刘迁（？—前122年），刘邦曾孫，淮南王刘长之孫，淮南王刘安太子，刘不害異母弟，好劍術。

## 生平
汉武帝建元末年，其父刘安修治攻战之具，欲图帝位，刘迁与其母「荼」、妹刘陵积极参予谋划。
刘迁娶了漢武帝的外甥女「娥」，「娥」的母親是武帝同母異父的姐姐修成君，刘安谋反，怕「娥」知情泄密，要刘迁假装不爱「娥」，三个月不与「娥」同席，刘安再假装为此发怒，禁闭刘迁，让他与「娥」同住三个月，刘迁还是不接近「娥」。「娥」不滿，请求离去，刘安就上书谢罪，让「娥」回娘家了。
刘迁好舞剑，曾与郎中雷被比試。雷被誤傷了劉遷，害怕被劉遷報復，逃往长安上书，告發其谋反。后太子庶兄刘不害子劉建因失宠，亦使人上书告發劉遷谋反，意图让刘迁获罪后刘不害成为淮南太子。武帝命廷尉嚴格追查，劉安、劉遷都被處死。其母荼、妹刘陵及公卿宾客等被杀者数千人。